# Klopicoris phorodendronae
Klopicoris phorodendronae är en insektsart som först beskrevs av Van Duzee 1914.  Klopicoris phorodendronae ingår i släktet Klopicoris och familjen ängsskinnbaggar. Inga underarter finns listade i Catalogue of Life.